# Puig de l'Home Mort (Formiguera)
El Puig de l'Home Mort és una muntanya de 2.668,1 m d'altitud situada en el vessant nord-est del Massís del Carlit, concretament al límit entre el Capcir i el País de Foix, al Llenguadoc (Occitània), concretament entre els termes comunals de Formiguera i d'Orlun.
Està situat a l'extrem oest del terme comunal de Formiguera i al sud-est del d'Orlun, pertanyent al País de Foix, del Llenguadoc occità. És al nord-est del Puig de la Portella Gran, al nord-oest del Puig de Camporrells i al sud-oest mateix del Coll de l'Home Mort.